# サンティアゴ・ガルシア・ボッタ
サンティアゴ・ガルシア・ボッタ（Santiago García Botta、1992年6月19日 - ）は、アルゼンチンのラグビー選手。

## プロフィール
- アルゼンチン・ブエノスアイレス出身[1]。
- ポジションはプロップ(PR)。
- 身長 185cm、体重 115kg
- U20アルゼンチン代表に選ばれたことがある。
- アルゼンチン代表通算キャップ数は34でラグビーワールドカップ2015のアルゼンチン代表に選ばれた[2]。

## 略歴
スタッド・フランセ、パンパス、ハグアレスを経て、2019年、ハーレクインズに加入。
2024年、現役を引退した。